# Centaurea drenovensis
Centaurea drenovensis — вид квіткових рослин айстрових (Asteraceae). Ендемік Албанії.
Вид описаний із серпентинних субстратів гори Морава на схід від міста Корча. Чисельність популяції в трьох локалітетах ареалу його поширення становила менше 4000 статевозрілих особин.